# Fabulous (Lover, Love Me)
Fabulous (Lover, Love Me) – singel francuskiej piosenkarki Amandy Lear, wydany w 1979 roku.

## Ogólne informacje
Był to pierwszy singel promujący album Diamonds for Breakfast. Muzykę napisał niemiecki kompozytor Reiner Pietsch, natomiast autorką tekstu jest Amanda Lear. Słowa w prowokacyjny sposób nawiązują do rzekomej zmiany płci piosenkarki.
Singel osiągnął sukces komercyjny, szczególnie w Szwecji, gdzie dotarł do 8. pozycji na liście przebojów. W 1998 roku powstała nowa wersja utworu, nagrana na płytę Back in Your Arms.

## Lista ścieżek
- 7" single[1]

1. „Fabulous (Lover, Love Me)” – 4:17
2. „Oh Boy” – 4:30

## Pozycje na listach
| Kraj    | Pozycja |
| ------- | ------- |
| Niemcy  | 25      |
| Szwecja | 8       |